# Da Capo (альбом Ace of Base)
«Da Capo» — музичний альбом шведського гурту Ace of Base, вийшов восени 2002 року. У перекладі означає «від початку». Тим самим група хотіла показати, що вона прагне повернутися до початкового звучання своїх творів, які принесли їм успіх. У деяких регіонах альбом вийшов із системою захисту від копіювання компакт-дисків.

## Список композицій альбому
1. «Unspeakable»
2. «Beautiful Morning»
3. «Remember the Words»
4. «Da Capo»
5. «World Down Under»
6. «Ordinary Day»
7. «Wonderful Life»
8. «Show Me Love»
9. «What's the Name of the Game?»
10. «Change with the Light»
11. «Hey Darling»
12. «The Juvenile»

## Сингли
- «Beautiful Morning» 9 вересня 2002
- «The Juvenile» 9 грудня 2002
- «Unspeakable» 24 грудня 2002

## Позиція у хіт-парадах
| Хіт-парад | Найкраща позиція |
| --------- | ---------------- |
| Австрія   | 61               |
| Естонія   | 36               |
| Німеччина | 48               |
| Японія    | 40               |
| Норвегія  | 40               |
| Швейцарія | 23               |
| Швеція    | 25               |